# Memorial Van Damme 2010
Memoriál Van Dammeho 2010 byl lehkoatletický mítink, který se konal 27. srpna 2010 v hlavním městě Belgie, v Bruselu. Byl součástí série mítinků Diamantové ligy 2010.

## Výsledky
- Archiv výsledků zde [1]

### Muži
| Disciplína     | 1. místo                     | 2. místo                   | 3. místo                     |
| 100 m          | Tyson Gay 9,79               | Nesta Carter 9,85          | Yohan Blake 9,91             |
| 800 m          | David Lekuta Rudisha 1:43,50 | Abubaker Kaki 1:43,84      | Boaz Kiplagat Lalang 1:44,29 |
| 1500 m         | Asbel Kipruto Kiprop 3:32,18 | Leonel Manzano 3:32,37     | Augustine Choge 3:32,88      |
| 400 m překážek | Bershawn Jackson 47,85       | David Greene 48,26         | Javier Culson 48,71          |
| Skok o tyči    | Malte Mohr 585 cm            | Renaud Lavillenie 580 cm   | Maksym Mazuryk 575 cm        |
| Trojskok       | Teddy Tamgho 17,52 m         | Alexis Copello 17,47 m     | Christian Olsson 17,35 m     |
| Vrh koulí      | Reese Hoffa 22,16 m          | Christian Cantwell 21,62 m | Tomasz Majewski 21,44 m      |
| Hod oštěpem    | Andreas Thorkildsen 89,88 m  | Tero Pitkämäki 83,36 m     | Matthias de Zordo 82,39 m    |

### Ženy
| Disciplína      | 1. místo                            | 2. místo                        | 3. místo                  |
| 200 m           | Allyson Felixová 22,61              | Shalonda Solomon 22,70          | Bianca Knight 23,01       |
| 800 m           | Janeth Jepkosgei 1:58,82            | Marija Savinovová 1:59,49       | Caster Semenyaová 1:59,65 |
| 5000 m          | Vivian Cheruiyotová 14:34,13        | Linet Masaiová 14:35,07         | Sentayehu Ejigu 14:35,13  |
| 100 m překážek  | Priscilla Lopesová-Schliepová 12,54 | Sally McLellanová 12,64         | Perdita Felicienová 12,68 |
| 3000 m překážek | Sofia Assefaová 9:20,72             | Milcah Chemos Cheywaová 9:22,34 | Almaz Ayanaová 9:22,51    |
| Skok do výšky   | Blanka Vlašičová 200 cm             | Antonietta Di Martinová 198 cm  | Emma Greenová 198 cm      |
| Trojskok        | Olga Rypakovová 14,80 m             | Yargelis Savigneová 14,56 m     | Olga Saladuchová 14,38 m  |
| Hod diskem      | Sandra Perkovićová 66,93 m          | Yarelis Barriosová 65,96 m      | Li Jen-feng 64,74 m       |